# Personaggi della tetralogia di Bartimeus
Questa pagina contiene informazioni relative ai personaggi della Tetralogia di Bartimeus scritta da Jonathan Stroud.

## I maghi

### Nathaniel
Giovane mago londinese, viene assegnato come apprendista al mediocre stregone Arthur Underwood: in tenera età viene umiliato dal mago Simon Lovelace, cosa che lo porta, all'età di dodici anni, ad evocare il suo primo jinn: Bartimeus. Gli ordina di rubare l'Amuleto di Samarcanda, un mistico manufatto che, scoperto dal derubato Lovelace in casa di Underwood, lo porta a recarsi là con i due jinn Faquarl e Jabor.
Sopravvissuto al fatale scontro, Nathaniel fugge dalla casa ed infine riesce ad intrufolarsi nella villa di Lovelace dove uccide il vecchio maestro di quest'ultimo, Maurice Schyler.
Riesce quindi a far ammazzare Lovelace rubandogli l'amuleto e facendolo divorare dall'entità nota come Ramuthra, salvando così tutto il governo. Questo gli vale la riconoscenza del Primo Ministro Rupert Devereaux che gli concede un posto al Ministero degli Affari Interni sotto Julius Tallow; messo alle strette dai continui attacchi del movimento di ribelli noto come la Resistenza e dalle devastazioni di un misterioso Golem, Natanhiel (col nome ufficiale di John Mandrake) si reca assieme a Bartimeus a Praga dove reperisce informazioni sul Golem in segretezza e fa catturare Jakob, amico della ribelle Kitty, per indurla in trappola. Il fatto di aver agito all’insaputa del governo provoca una retata in cui la giovane Jane Farrar lo cattura e lo conduce, legato e imbavagliato, davanti al Primo Ministro; Nathaniel tuttavia riacquista credibilità recuperando, dopo una trattativa, il potentissimo bastone di Gladstone, che però non riesce a usare durante lo scontro con il Golem. L'intervento di Kitty gli salva però la vita, e Nathaniel riesce a far imprigionare il suo possessore, il capo della Polizia Henry Duval.
Divenuto Ministro dell'Informazione dopo la morte di Marmeduke Fry, Nathaniel conduce alcun indagini su Hopkins, colui che ha tradito la Resistenza.
Dopo una complessa serie di eventi, Nathaniel si trova costretto ad affrontare il Demone Nouda; riesce ad ucciderlo a costo della sua vita.

### Arthur Underwood
Arthur Underwood è un mago, il maestro di Nathaniel e ministro degli Affari Interni. Il suo aspetto è piuttosto stereotipato, con la barba lunga e incolta, abiti neri, larghi e trasandati, cose che dimostrano in realtà il suo basso grado di mago. Tra i maghi si muove ai margini, prostrandosi ai piedi dei potenti, come ad esempio Simon Lovelace. Vive in una casa malandata con la moglie, unica "amica" di Nathaniel, fatta eccezione per la sua maestra di disegno, la signora Lutyens. Come mago è abbastanza incompetente e come tutore di Nathaniel è pessimo. Non lo reputa abbastanza sveglio, sottovalutando le sue capacità e intelligenza. Infine non lo protegge in uno scontro che il ragazzo ha con Simon Lovelace, attirandosi l'odio e il risentimento di Nathaniel. È stato ucciso alla fine del primo libro da Jabor, jinn inviatogli da Simon Lovelace, che ucciderà anche la signora Underwood, causando profondi sensi di colpa a Nathaniel.

### Martha Underwood
Moglie di Arthur Underwood, venne uccisa alla fine de L'amuleto di Samarcanda da Jabor.

### Simon Lovelace
Simon Lovelace è un mago ricco e potente, membro del parlamento, ed è il principale antagonista del primo libro. Nathaniel si scontra con lui già all'inizio del romanzo, a causa di un commento sprezzante del mago e della reazione violenta e sconsiderata del ragazzo. Benché inizialmente si presenti come un mago di grande successo, la sua fama declina e il suo carattere sprezzante e arrogante lo rende inviso a molti, costringendolo a organizzare un colpo di Stato estremo per riottenere il potere. Assolda un mercenario per rubare l'Amuleto di Samarcanda, che si dice protegga da tutte le forze magiche, e durante una riunione con i maggiori rappresentanti del Governo, convoca uno spirito potente, Ramuthra, ordinandogli di non risparmiare nessuno all'interno della sala. Egli inizialmente è protetto dall'amuleto, ma poi Nathaniel e Bartimeus riescono a rubarglielo, rendendolo vittima del demone da lui convocato.

### Rupert Devereaux
Rupert Devereaux è il primo ministro durante gran parte della Tetralogia di Bartimeus, tetralogia scritta da Jonathan Stroud. Malgrado non sia un mago molto potente mantiene il controllo del governo per svariato tempo. Viene descritto come un mago volubile,con comportamenti poco inerenti a un primo ministro(troppo da bambino). Nel primo libro della tetralogia Simon Lovelace aveva provato ad assassinarlo insieme a gran parte del governo.

### Carl Mortensen
Segretario di Stato in L'occhio del golem, diventa Ministro della Guerra in La porta di Tolomeo.

### Jessica Whitwell
Ministro della Sicurezza e anche maestra di Nathaniel.

### Henry Duvall
È il capo della Polizia Notturna di Londra, formata principalmente da licantropi (lui infatti è un lupo mannaro). Henry Duvall, Capo della Polizia Notturna di Londra, è il principale antagonista del secondo libro. Comanda segretamente un Golem che distrugge prima diversi negozi (tra cui anche quello di Sholto Pinn) uccidendo sei Schiene Grigie, il dipartimento controllato paradossalmente dallo stesso Duvall) e nove dèmoni (l'energia demoniaca non resiste vicino alla cappa di oscurità del Golem) e in séguito un'intera ala del British Museum con cento dei suoi oggetti. Viene distrutto da Kitty Jones e sgretolandosi rivela chi è il suo padrone, colui che lo controlla. Colpevole di alto tradimento, Duvall viene portato alla Torre di Londra, dove però si suicida gettandosi dal quinto piano. Tuttavia la vera mente rimane nascosta (si scoprirà nel terzo libro essere Quentin Makepeace) in quanto Duvall non aveva le conoscenze magiche necessarie per riuscire a escogitare un piano simile.

### Jane Farrar
Assistente al Capo della Polizia ne L'occhio del golem, diventa Vicecapo della Polizia nella porta di Tolomeo.
Viene catturata dalle truppe di Nouda e gettata legata ed imbavagliata in uno sgabuzzino; liberata da Kitty, raduna alcune truppe di mannari e, tentando di riportare l'ordine, viene uccisa da un demone.

### Marmeduke Fry
Ministro degli esteri.

### Helen Malbindi
Ministro dell'Informazione ne L'occhio del golem, diventa Segretario di Stato nella porta di Tolomeo.

### Julius Tallow
Capo degli Affari Interni.

### George Ffoukes
Mago di quarto Livello del Dipartimento degli Affari Interni.

### Sholto Pinn
Mercante e proprietario delle Forniture Pinn di Piccadilly. Sholto Pinn è proprietario di un lussuoso negozio per maghi situato in Piccadilly Circus. Non esita a sfruttare il contrabbando per aumentare l'affluenza di merci verso il suo negozio. È una persona delle alte sfere della casta politica del governo britannico, poiché il suo negozio rifornisce tutta Londra. Per questo motivo Sholto è immensamente altezzoso. È aiutato dal foliot Simpkin, il quale cataloga tutta la merce del proprio padrone con cura maniacale. Simpkin tuttavia viene detestato dagli altri dèmoni, poiché si è completamente asservito ad un essere umano, perdendo anche la volontà di tornare all'Altro Luogo. Sholto era probabilmente uno dei quattro maghi coinvolti nella cospirazione di Simon Lovelace. Il negozio di Sholto viene devastato da Bartimeus nel primo volume e completamente distrutto dal golem nel secondo. È uno dei pochi maghi di alto livello a sopravvivere alla cospirazione di Quentin Makepeace, ma non prende parte al Consiglio Provvisorio.

### Quentin Makepeace
Quentin Makepeace è un commediografo ed è l'autore dell'opera Cigni d'Arabia e Da Wapping a Westminster. È un amico di Rupert Devereaux, il quale ama molto il teatro. Per tutta la tetralogia si mostra amico di Nathaniel e spesso gli passa informazioni segrete di dubbia provenienza. Ne La porta di Tolomeo mostra a Nathaniel un esperimento che sta compiendo: evoca un demone e lo "introduce" nel corpo di un comune. Il comune non si sente bene, ma Makepeace pensa che un mago con più forza mentale possa comandare il demone e utilizzare i suoi poteri. Così, lui e altri sette maghi minori volontari, tra cui Clem Hopkins, organizzano un colpo di Stato, imprigionano tutti i ministri, ed evocano un demone all'interno del loro corpo. Makepeace, avido di potere, sceglie il potentissimo Nouda, e troppo tardi scopre che con facilità i dèmoni possono "scollegare" i loro cervelli e impossessarsi del corpo umano. Lui e i suoi colleghi vengono uccisi, e così molti altri, ma intanto le abominevoli creature sono libere di muoversi sulla Terra.

### Harold Button
Studioso e collezionista di libri, alla fine de La porta di Tolomeo diviene Membro del Parlamento. Harold Button è un mago studioso e collezionista di libri. Nel terzo libro la sua aiutante fu Kitty Jones che lavorò per lui in cambio di conoscenze sulla magia. Button ha bisogno di aiuto in quanto durante la convocazione di un marid, demone molto potente, si è dimenticato una parte di incantesimo e il demone gli ha staccato la gamba. Compito di Kitty è cercargli per la casa o procurargli per biblioteche i libri trattanti la storia della magia, un campo molto trascurato, allo scopo anche di stendere una lista di tutti i jinn sopravvissuti. Grazie alle conoscenze del mago, Kitty si procura i trattati relativi a Bartimeus e alla Porta di Tolomeo. Alla fine del libro, sotto consiglio di Kitty, diventa Membro del Parlamento, in quanto uno degli ultimi maghi di medio-alto livello rimasti e con vedute un poco più aperte.

### Rebecca Piper
Assistente di John Mandrake.

### William Gladstone
Storico mago inglese dell'Ottocento.

### Tolomeo
Tolomeo (Ptolemaus) è uno dei padroni del jinn Bartimeus. È un ricercatore e letterato dell'antico Egitto, ma viene considerato dai suoi contemporanei un mago. Nipote del re d'Egitto, muore nel 124 a.C., a 14 anni circa. Quando nasce, il sacerdote di Hator, che era stato chiamato dalla tutrice del bambino per accertarne le condizioni, afferma che il neonato è cagionevole e morirà entro la notte. Nonostante la profezia infausta il bambino sopravvive e diviene presto forte e sano. Il fatto della sua ripresa è considerato un evento benigno e perciò il pargolo viene dedicato al dio del Sole Ra. Cresce come un intellettuale, studiando nelle biblioteche e con i sacerdoti e allontanandosi dagli altri bambini. A 12 anni Tolomeo è un ragazzo alto e slanciato, bello, studioso e dai lineamenti egiziani. Viene invidiato dal cugino (Tolomeo XI) ed erede al trono d'Egitto, che vede in lui un rivale ed aspirante al trono. Tolomeo però non vuole governare, né occuparsi di questioni militari e passa la maggior parte del suo tempo nella Biblioteca di Alessandria con il suo precettore, un sacerdote di Luxor. Convoca Bartimeus per la prima volta non per sfruttare il jinn al fine di arricchirsi ma per fini di conoscenza: vuole infatti sapere quanto più possibile sui dèmoni, sul loro mondo (l'Altro Luogo), sulla loro essenza, sulle loro usanze. Bartimeus rimane sconcertato da tutto questo, ma anche favorevolmente impressionato e ben presto i due diventano molto affiatati fino a divenire addirittura amici (l'amicizia tra dèmoni ed umani era considerata impossibile). Si presenta a corte come una figura marginale che non si interessa degli affari dello Stato e perciò viene ignorato da tutti, fino a quando non ordina al suo jinn Bartimeus di salvare una ragazza alle prese con un toro inferocito. Da allora viene considerato come un mago e la sua reputazione cresce al punto che la sua fama giunge alle orecchie del principe. È da questo momento in poi che il principe inizia ad invidiarlo ed a tramare contro di lui per cercare di ucciderlo. Bartimeus lo avverte del pericolo che corre a causa della sua fama, ma (almeno all'inizio) Tolomeo non gli dà ascolto in quanto si considera un ricercatore e nulla di più.

## I comuni

### Kitty Jones
Giovane ragazza londinese, che trova ingiusto il potere dei maghi. Divenne membro della Resistenza. Kitty Jones nel primo libro (L'amuleto di Samarcanda) appare solo per due pagine; nel secondo libro (L'occhio del golem) assume maggior importanza e diverse pagine sono scritte sotto il suo punto di vista; nel libro La porta di Tolomeo diviene infine un personaggio importante, soprattutto per la lotta che sostiene per rendere gli umani ed i dèmoni amici. All'età di tredici anni scopre di avere dei poteri di refrattarietà alla magia, cioè di essere capace di resistere ad alcune magie: giocando a Cricket con un suo amico, Jakob Hyrnek, in un parco viene infatti attaccata da uno spirito con una magia molto potente, chiamata Essiccatore Nero, ma mentre Jakob rimane gravemente ustionato lei non subisce alcuna ustione. Un giorno incontra per strada un vecchio, T.E. Pennyfeather, un rivenditore di materiali per artisti. Egli si rivela essere il capo della Resistenza, un'organizzazione che vuole rovesciare il potere dei maghi e che è composta da persone che hanno refrattarietà alla magia. Kitty decide di entrare a farne parte. La Resistenza ha un piano per rubare il bastone del defunto mago William Gladstone, che è conservato nella sua tomba, ma il demone che è imprigionato nello scheletro del mago (Honorius) uccide tutti i membri della Resistenza tranne lei e Nicholas Drew. Dopo che tutti i suoi compagni della Resistenza sono stati uccisi, Kitty è costretta a lavorare con delle false identità poiché è ricercata. Lavorerà sotto l'identità di Clara Bell al locale Frog Inn e sotto l'identità di Lizzie Temple come aiutante del mago Harold Button. Fa diversi studi su Tolomeo e su Bartimeus; infine diventa amica del demone superando la porta che separa il mondo degli umani dall'Altro Luogo, la "Porta di Tolomeo".

### Jakob Hyrnek
Jakob Hyrnek è un giovane ragazzo londinese, la cui famiglia è immigrata a Londra da Praga. È amico di Kitty Jones. Mentre giocava a Cricket con quest'ultima in un parco, sono stati attaccati da un demone con una magia molto potente, l'Essiccatore Nero, che l'ha gravemente ustionato, mentre Kitty non subisce alcuna ustione, scoprendo così la sua refrattarietà alle magie minori. Jakob invece riporta gravi danni per quanto riguarda il volto e le mani, che rimangono per sempre striate di nero e grigio. Così deturpato, decide di non uscire più di casa, dedicandosi a tempo pieno all'attività di famiglia: la rilegatura di libri magici. Proprio grazie a questo impiego, riesce a vendicarsi del mago che l'ha così ridotto modificando la formula di evocazione di un incantesimo. L'errore condurrà il mago alla morte per mano di un potente afrit. Ne L'occhio del golem, Jakob viene rapito da Nathaniel e da Bartimeus, con l'intento di attirare la fuggiasca Kitty Jones. Alla fine del volume, Kitty sconfiggerà il golem che era stato causa di molti problemi, quindi fuggirà con Jakob. Quest'ultimo se ne va da Londra con la sua famiglia fino a Bruges e reincontrerà probabilmente Kitty come accennato da lei alla fine de La porta di Tolomeo.

### Pennyfeather
Terence E. Pennyfeather è un comune, ossia un non-mago. Possiede un negozio per artisti per rifornirsi di pennelli, etc. Nutre un profondo odio verso i maghi dalla morte della moglie. Questa, presa di mira da un mago con intenzioni tutt'altro che nobili, e avendo rifiutato le proposte insistenti di costui, era stata uccisa da un demone inviatole dal mago. Pennyfeather, volendo vendicare la morte dell'amata, pedina il mago e gli porge un agguato. Il mago, però, prima di venire sconfitto e ucciso, riesce ad evocare tre foliot, i quali stranamente non provocano alcun danno a Pennyfeather. Egli scoprì così la sua refrattarietà alla magia. Da allora, si aggira per i bar e i tribunali cercando altri refrattari. Dopo averne individuato qualcuno, tra cui c'è anche chi riesce ad individuare i demoni o a captare l'aura degli oggetti magici, fonda la Resistenza, un'organizzazione che vuole rovesciare il potere dei maghi, compiendo azioni sparse di sabotaggio e rubando oggetti magici. Ne L'occhio del Golem è ormai anziano e debilitato, con una corona di capelli bianchi, i polmoni a pezzi, e la necessità di utilizzare un bastone da passeggio. Muore insieme alla maggior parte della Resistenza durante il grosso furto alla tomba di Gladstone, uccisi da un afrit impazzito (Honorius).

### Anne Stephens
Quartiermastra della Resistenza, quarant'anni.
Muore per mano di Honorius durante la battaglia a Westminster.

### Frederick Weaver
Membro della Resistenza, tredici anni.
Piuttosto grosso e taciturno, da gran prova della sua abilità con i coltelli da lancio ed i dischi d'argento durante varie missioni.
Durante l'attacco di Honorius a Westminster, affronta eroicamente l'Afrit con le sue armi, ma dopo poco tempo soccombe inevitabilmente venendo ucciso dal Demone.

### Stanley Hake
Membro della Resistenza dai capelli carota.
Amico di fred, è il primo ad essere ucciso da Honorius a Westminster.

### Nicholas Drew
Membro della Resistenza.
È uno dei pochissimi sopravvissuti alla battaglia di Westminster; si salva fuggendo mentre Fred affronta Honorius.
In seguito, viene posseduto ed ucciso da un demone.

### Clem Hopkins
Studioso, fu anche membro della Resistenza. Ne La porta di Tolomeo Farqual si impossessa del suo corpo.

### George Fox
Direttore del locale londinese Frog Inn.

### Sam Webber
Barista al locale londinese Frog Inn.
Viene ucciso da un jinn durante un raid contro il locale.

### Rosanna Lutyens
Insegnante privata di disegno, Nathaniel fu un suo alunno ne L'amuleto di Samarcanda. Compare anche in La porta di Tolomeo.

## Gli Spiriti

### Foliot
I foliot sono una categoria di spiriti che i maghi possono evocare nella Tetralogia di Bartimeus. Sono la seconda classe di spirito più debole. I foliot ancor più snobbati dei folletti, poiché almeno questi ultimi possono essere messaggeri efficaci. È opinione comune tra i maghi e gli spiriti stessi che convocare un foliot consista in una completa perdita di tempo.

### Bartimeus
Bartimeus è un jinn del quarto livello che ha più di cinquemila di anni. Ha avuto diversi nomi: Bartimeus di Uruk, Rekhyt di Alessandria, Necho di Gerusalemme, Sakhr al-Jinni, N'gorso il Possente, Wakonda, Serpente dalle Piume d'Argento. Lo stesso personaggio è anche protagonista de L'anello di Salomone titolo che però non è collegato alla trilogia. Parla molte lingue umane, tra le quali inglese, ceco, aramaico, accadico, arabo, tedesco ed egizio. Ama insultare il suo padrone Nathaniel per il suo aspetto e le sue emozioni. Ha un grande ego e, a causa delle sue imprese millenarie, spesso si indigna quando è costretto ad eseguire lavori che considera "indegni dei suoi talenti". È stato evocato dal giovane mago inglese Nathaniel, che è il suo padrone durante la trilogia. Il compito iniziale del jinn è rubare l'Amuleto di Samarcanda a Simon Lovelace, di cui Nathaniel vuole vendicarsi. Durante la trilogia, viene evocato anche da Kitty Jones, la quale gli propone un patto tra umani e jinn, idea che aveva anche Tolomeo. Bartimeus sembra aver giocato una parte molto grande nella storia del mondo. I suoi padroni oltre a Tolomeo sono stati Gilgameš, Salomone, Zarbustibal, Eraclio, Hauser, Tycho Brahe, Dottor Faust. Ha contribuito a costruire le mura di Uruk, di Karnak, di Gerico e di Praga. Ha partecipato al piano di uccisione di Gengis Khan e ha parlato con Salomone. Bartimeus riferisce inoltre che è stato al servizio di vari importanti sovrani dell'antico Egitto, di cui Ramses e Nefertiti. Bartimeus corse nelle praterie insieme ai padri dei bufali, sorvegliò l'antico Zimbabwe fino a quando le pietre caddero e gli sciacalli si cibarono delle sue genti, e sconfisse Ramuthra. Uno dei suoi primi padroni, Tolomeo, gli concesse tre doni che non ha più dimenticato: l'essere trattato da lui al pari dei maghi; la libertà di muoversi liberamente tra la Terra e l'Altro Luogo (il luogo da cui proviene); e infine l'aver sacrificato gli ultimi istanti della sua vita, prima di morire, per congedarlo e rimandarlo nell'Altro Luogo.

### Queezle
Un jinn, fu al servizio di George Foukes. Queezle è una jinn, amica di Bartimeus, che ha conosciuto a Praga. Ha quasi 1500 anni. Ne L'occhio del golem è stata al servizio di George Foukes. È stata uccisa dal golem.

### Shubit
Un jinn, fu al servizio di Jessica Whitwell. nel primo libro viene sconfitto da Ramuthra e, ripresosi, prende parte alle indagini sul Golem.
Viene poi congedato in seguito alla morte della sua padrona avvenuta durante il finale del terzo libro.
Solitamente prende forma d'orso.

### Nemiades
Un jinn, fu al servizio di Julius Tallow.
È molto potente, ma non si conoscono molte informazioni al riguardo. Ha sfregiato Jakob con un Essiccatore Nero.
Solitamente somiglia ad uno scimmione verde.

### Simpkin
È un Foliot di scarsa potenza e completamente succube del suo padrone Sholto Pinn. Infatti svolge la mansione di magazziniere nel negozio di quest'ultimo. Viene ucciso dal golem nel secondo volume della tetralogia, in séguito alla completa distruzione del negozio del proprio padrone.

### Faquarl
Faquarl è un jinn che nutre un odio profondo verso Bartimeus e ogniqualvolta nel corso dei millenni le loro strade si sono incrociate nelle situazioni più diverse, si sono sempre scontrati. Faquarl appare più potente di Bartimeus; questi infatti confessa che, pur essendosela sempre cavata, gli si è sempre presentato un espediente che ha permesso di non arrivare ad una battaglia mortale. L'odio tra Faquarl e Bartimeus è nato quando i due si sono affrontati in una battaglia a colpi di cibo con il rispettivo intento di avvelenare e proteggere un re. Da allora le cose sono solo peggiorate, come si evince da vari accenni nel romanzo; Bartimeus ha in un'occasione steso Faquarl con un attacco alle spalle ad Heidelberg, e nell'Antico Egitto è riuscito a spedire il Jinn a recuperare un tesoro che lui stesso aveva disperso. Ne L'amuleto di Samarcanda è al servizio di Simon Lovelace assieme a Jabor, e non riesce ad evitare che Bartimeus sottragga l'amuleto al suo padrone per ordine di Nathaniel; poco dopo è paradossalmente costretto a salvare il rivale dalla Torre di Londra per carpirgli informazioni sul magico oggetto. Nel parapiglia rimane ferito e Bartimeus ne approfitta per dargli fuoco e fuggire. Ripresosi, Faquarl si rimette sulle tracce di Bartimeus, ma la morte di Lovelace lo strappa dai vincoli del mondo materiale. Nel romanzo conclusivo della tetralogia, La porta di Tolomeo, Faquarl riappare improvvisamente per unirsi alla congiura di Makepeace ed installarsi nel corpo di Clem Hopkins; durante l'incursione dei cinque Jinn di Mandrake all'Hotel Ambassador, il demone uccide con poca difficoltà Ascobol, Mwamba, Hodge e Cormocodran. Cattura quindi Bartimeus, ma, invece di finirlo, lo rinchiude in una zuppiera d'argento per rendere più dolorosa la sua fine. Nathaniel libera Bartimeus che viene convocato al cospetto di Nouda, e con somma rabbia di Faquarl il potentissimo demone concede la grazia a Bartimeus, che si fonde con Nathaniel lasciandogli però l'intelletto, cosa che gli altri Jinn non hanno fatto. Faquarl li insegue e viene annientato definitivamente dal potere sprigionato dal Bastone di Gladstone.

### Jabor
Un jinn, ne L'amuleto di Samarcanda fu al servizio di Simon Lovelace.

### Ascobol
Un jinn, fu al servizio di John Mandrake.

### Cormocodran
Un jinn, fu al servizio di John Mandrake.

### Mwamba
Un jinn, fu al servizio di John Mandrake.

### Hodge
Un jinn, fu al servizio di John Mandrake.

### Purip
Un jinn, fu al servizio di John Mandrake.

### Fritang
Un jinn, fu al servizio di John Mandrake.

### Ramuthra
Uno spirito molto potente, ne L'amuleto di Samarcanda fu convocato da Simon Lovelace.

### Nouda
Uno spirito molto potente, ne La porta di Tolomeo si impossessò del corpo di Quentin Makepeace.

### Honorius
Un afrit del nono livello, fu al servizio di William Gladstone.

### Uraziel
Egli è lo spirito contenuto nel leggendario Anello di Salomone. È il demone più potente di tutta la saga, e permette a chi indossi l'Anello di evocare ben 20000 spiriti di qualunque tipo dall'Altro Luogo (Legioni dell'Anello). In compenso, però, indebolisce gravemente chi lo indossi. Se per un umano questo è doloroso, per uno spirito è devastante: essendo l'Anello una sorta di portale tra il nostro mondo e l'Altro Luogo, qualunque spirito ne sfrutti il potere ne verrebbe quasi sopraffatto. Bartimeus, che si troverà costretto a usarlo, dirà di sentirsi "squarciare", come conteso tra i due mondi. Inoltre, anche solo entrando in contatto con l'Anello, la sua essenza risulta molto danneggiata, quasi bruciando.